# Marvinia Jiménez
Marvinia Jiménez (1977) es una costurera venezolana agredida por funcionarios de la Guardia Nacional Bolivariana durante las protestas en Venezuela de 2014. Después del incidente, Jiménez se convirtió en activista, exigiendo que el gobierno nacional realizara cambios. También se convirtió en blanco de violencia por parte de las autoridades venezolanas debido a la popularidad de su caso.

## Protestas de 2014
El 24 de febrero del 2014 Marvinia se encontraba en una protesta en la urbanización La Isabelica, en Valencia, estado Carabobo, tomando fotos con su celular de la manifestación y de la represión de los cuerpos de seguridad del Estado presentes. Cuando un grupo efectivos de la Guardia del Pueblo, adscrita a la Guardia Nacional Bolivariana, se percató de que Marvina les estaba tomando fotos, fue rodeada de manera intimidante y uno de ellos la apuntó con su arma en la cabeza, exigiéndole que entregara el celular. Marvinia les respondió diciendo que el uso de armas de fuego en las protestas era inconstitucional; los funcionarios sometieron y golpearon a Marvinia hasta tenderla en el suelo. Josneidy Castillo se acercó diciéndoles a sus compañeros "¡Déjenmela a mí!"; agarró a Marvinia del cabello, la arrastró hasta el piso y se subió a ahorcadas sobre ella. Los oficiales la auparon diciendo "¡Dale duro catira!"; Josneidy se quitó su casco reglamentario y comenzó a golpeárselo repetidamente en la cara, sonriendo y riéndose.
La escena fue captada y grabada de diferentes ángulos por un fotógrafo del diario El Carabobeño y por otros manifestantes. Marvinia fue trasladada, presentada dentro de la sede de la Guardia Nacional y acusada de presunta instigación pública, obstaculización de la vía pública, lesiones personales, resistencia a la autoridad y daño a la propiedad privada, a pesar de que en las fotos y videos se observa que se acercó a los policías sin agredirlos. Se le fue otorgada libertad con régimen de presentación cada 45 días y prohibición de salida del país.
Josneidy Castillo tiene orden de aprehensión por su actuación, pero para 2018 seguía en libertad a pesar de ser vista públicamente junto a otros funcionarios de la Guardia Nacional. Los otros funcionarios que también participaron ni siquiera habían sido identificados por la fiscalía para 2018. Su actuación fue citada por un panel de expertos independientes de la Organización de Estados Americanos en un informe publicado el 29 de mayo de 2018 como parte de varios casos de tortura ocurridos durante la presidencia de Nicolás Maduro; el panel concluyó que este y otros patrones constituyen crímenes de lesa humanidad y recomendaron que el informe fuese remitido a la Corte Penal Internacional.

## Protestas de 2017
El 24 de mayo de 2017 Jiménez se estaba bañando cuando escuchó la Guardia Nacional (GNB) reprimía a manifestantes en su barrio en La Isabelica. Funcionarios de la GNB dispararon bombas lacrimógenas y perdigones contra los manifestantes y allanaron varias viviendas, cuando Jiménez empezó a gritar desde su casa a todos los vecinos para que sacaron sus teléfonos y grabaran los sucesos. Uno de ellos pareció reconocerla, gritándole: «¡Aquí estás maldita, hace rato que te tengo hambre!», y uno de los disparos de perdigones le alcanzó el brazo. Luego de ser herida, desde el techo de la casa de su vecino intentó ayudar a un joven que estaba siendo detenido por funcionarios. Marvinia volvió a ser herida con perdigones, haciendo que perdiera el equilibrio, se cayera y se fracturara la pierna. Los efectivos pensaron que había muerto, diciendo «Le diste, le diste, vámonos» y lanzando bombas lacrimógenas antes de retirarse.
Meses más tarde, el 9 de agosto de 2017, agentes del SEBIN y el CONAS allanaron los hogares de su exesposo y de su familia, deteniéndolos mientras la buscaban.

## Activismo
Después de ser golpeada, Jiménez empezó a hablar en manifestaciones antigubernamentales y se unió al Comité de Víctimas contra la Represión. El 24 de junio de 2014, habló en la manifestación "Marcha por la Independencia" en Altamira organizada por el movimiento estudiantil, donde personas como María Corina Machado, Freddy Guevara y varios otros venezolanos se reunieron para exigir la liberación de estudiantes detenidos. En la reunión, también pidió a los venezolanos que mostraran un gran número de protestas para que "las autoridades del gobierno nacional sean conscientes del rechazo que siente la población".
A medida que la situación continuó deteriorándose en el país y empezó una nueva ola de protestas en 2017, Jiménez hizo un llamado para unirse a las protestas.